# ジェイコブ・バタロン
ジェイコブ・バタロン（Jacob Batalon, 1996年10月9日 - ）は、フィリピン系アメリカ人の俳優。『スパイダーマン:ホームカミング』（2017年）、『アベンジャーズ/インフィニティ・ウォー』（2018年）でネッド役を務めたことで知られる。

## 生い立ち
ハワイ州ホノルルでフィリピン人の両親のもとに生まれる。カトリック系のダミアン・メモリアル・スクールを卒業後、バタロンはカピオラニ・コミュニティーカレッジで音楽理論を学ぶが、中退する。その後はニューヨーク・コンサバトリー・フォー・ドラマチック・アーツで2年間演技を学ぶ。

## キャリア
2016年に映画『North Woods』で俳優デビュー。
2017年に『スパイダーマン:ホームカミング』でピーター・パーカーの友人のネッドを演じる。翌年の『アベンジャーズ/インフィニティ・ウォー』『アベンジャーズ/エンドゲーム』でも同役を演じ、2019年公開の『ホームカミング』の続編『ファー・フロム・ホーム』にも続投する。
2018年にはヤング・アダルト映画『エブリデイ』に出演した。

## 私生活
既婚者の姉が1人いる。

## フィルモグラフィ
| 年        | 日本語題 原題                                                   | 役名            | 備考                      | 吹き替え           |
| --------- | --------------------------------------------------------------- | --------------- | ------------------------- | ------------------ |
| 2016      | North Woods                                                     | クーパー        |                           | N/A                |
| 2017      | スパイダーマン:ホームカミング Spider-Man: Homecoming            | ネッド・リーズ  |                           | 吉田ウーロン太     |
| 2018      | エブリデイ Every Day                                            | ジェームズ      | 日本劇場未公開            |                    |
| 2018      | Blood Fest                                                      | クリル          |                           | N/A                |
| 2018      | アベンジャーズ/インフィニティ・ウォー Avengers: Infinity War    | ネッド ・リーズ |                           | 吉田ウーロン太     |
| 2019      | アベンジャーズ/エンドゲーム Avengers: Endgame                   | ネッド ・リーズ |                           | 吉田ウーロン太     |
| 2019      | スパイダーマン:ファー・フロム・ホーム Spider-Man: Far From Home | ネッド ・リーズ | [ 12 ]                    | 吉田ウーロン太     |
| 2019      | クリスマスに降る雪は Let It Snow                                | ケオン          | Netflixオリジナル映画     | 不明               |
| 2021      | スパイダーマン:ノー・ウェイ・ホーム Spider-Man: No Way Home     | ネッド・リーズ  | [ 13 ]                    | 吉田ウーロン太     |
| 2022-2024 | Reginald the Vampire                                            | レジナルド      | テレビシリーズ 計20話出演 | N/A                |
| 2023      | 非常に残念なオトコ Shortcomings                                 | ジーン          | 日本劇場未公開            | （吹き替え版なし） |
| 2024      | Lift/リフト Lift                                                | N8              | Netflixオリジナル映画     | 吉田ウーロン太     |
| 2024      | タロット 死を告げるカード Tarot                                 | パクストン      | 配信                      | 吉田ウーロン太     |
| 2025      | Mr.ノボカイン Novocaine                                         | ロスコー        |                           | 吉田ウーロン太     |
| TBA       | The Wrecking Crew                                               |                 | 撮影中                    |                    |

## 日本語吹き替え
『スパイダーマン:ホームカミング』以降の作品では大半の作品で吉田ウーロン太が声を充てている。